# Caxapotla
Caxapotla är en ort i Mexiko.   Den ligger i kommunen Tlaola och delstaten Puebla, i den sydöstra delen av landet, 150 km nordost om huvudstaden Mexico City. Caxapotla ligger 1 078 meter över havet och antalet invånare är 377.
Terrängen runt Caxapotla är lite bergig. Runt Caxapotla är det ganska tätbefolkat, med 86 invånare per kvadratkilometer. Närmaste större samhälle är Huauchinango, 17,8 km väster om Caxapotla. I omgivningarna runt Caxapotla växer i huvudsak städsegrön lövskog.